# Hosta ventricosa
Hosta ventricosa là một loài thực vật có hoa trong họ Măng tây. Loài này được Stearn mô tả khoa học đầu tiên năm 1931.

## Hình ảnh

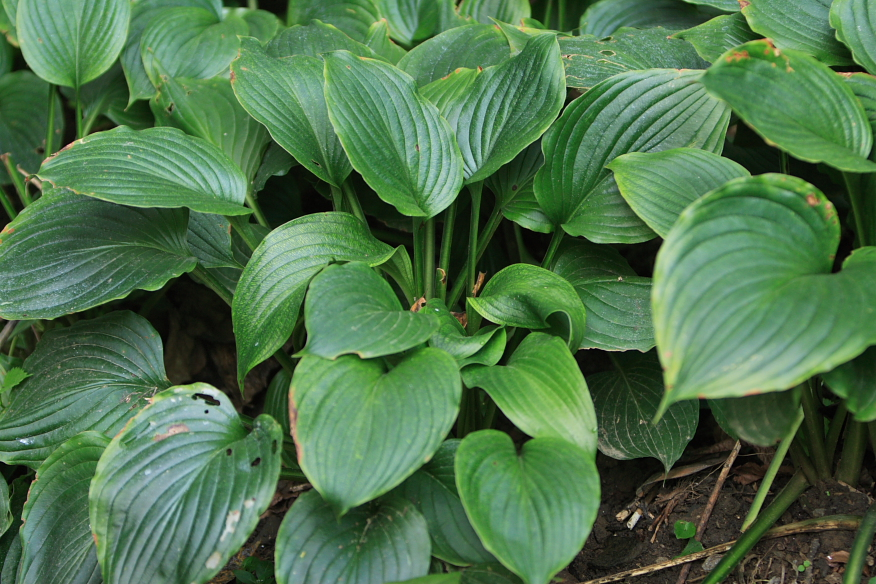
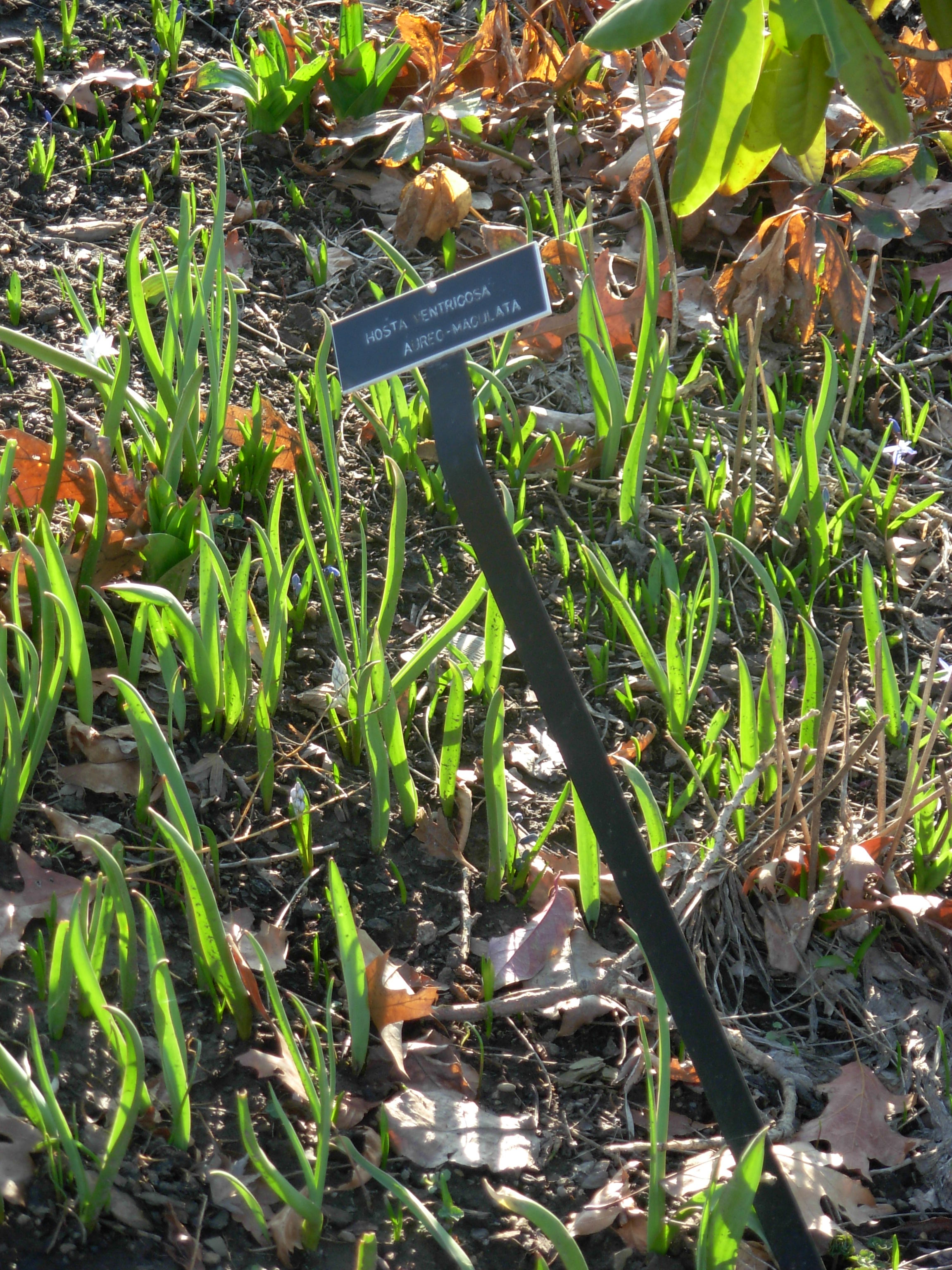
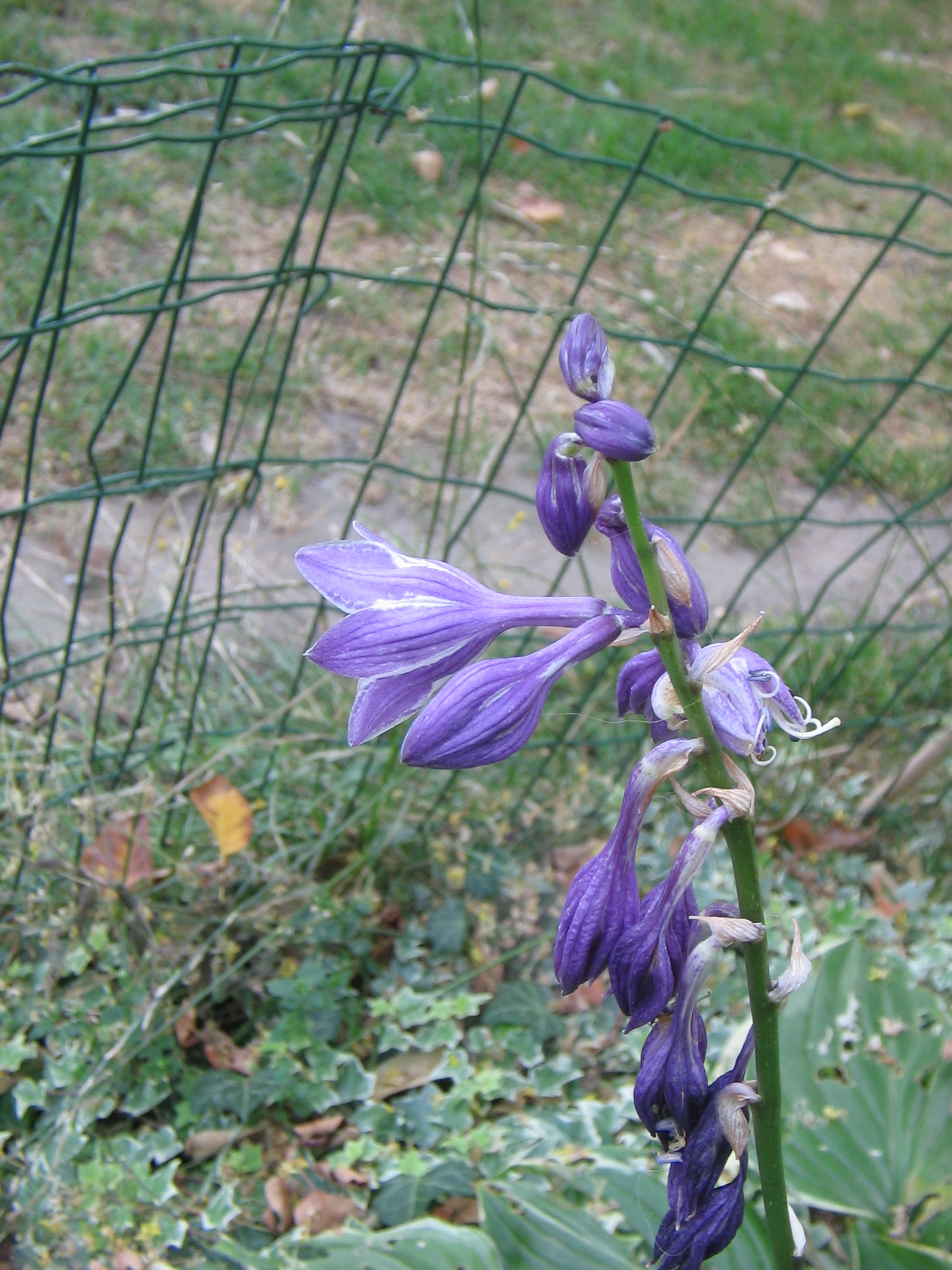
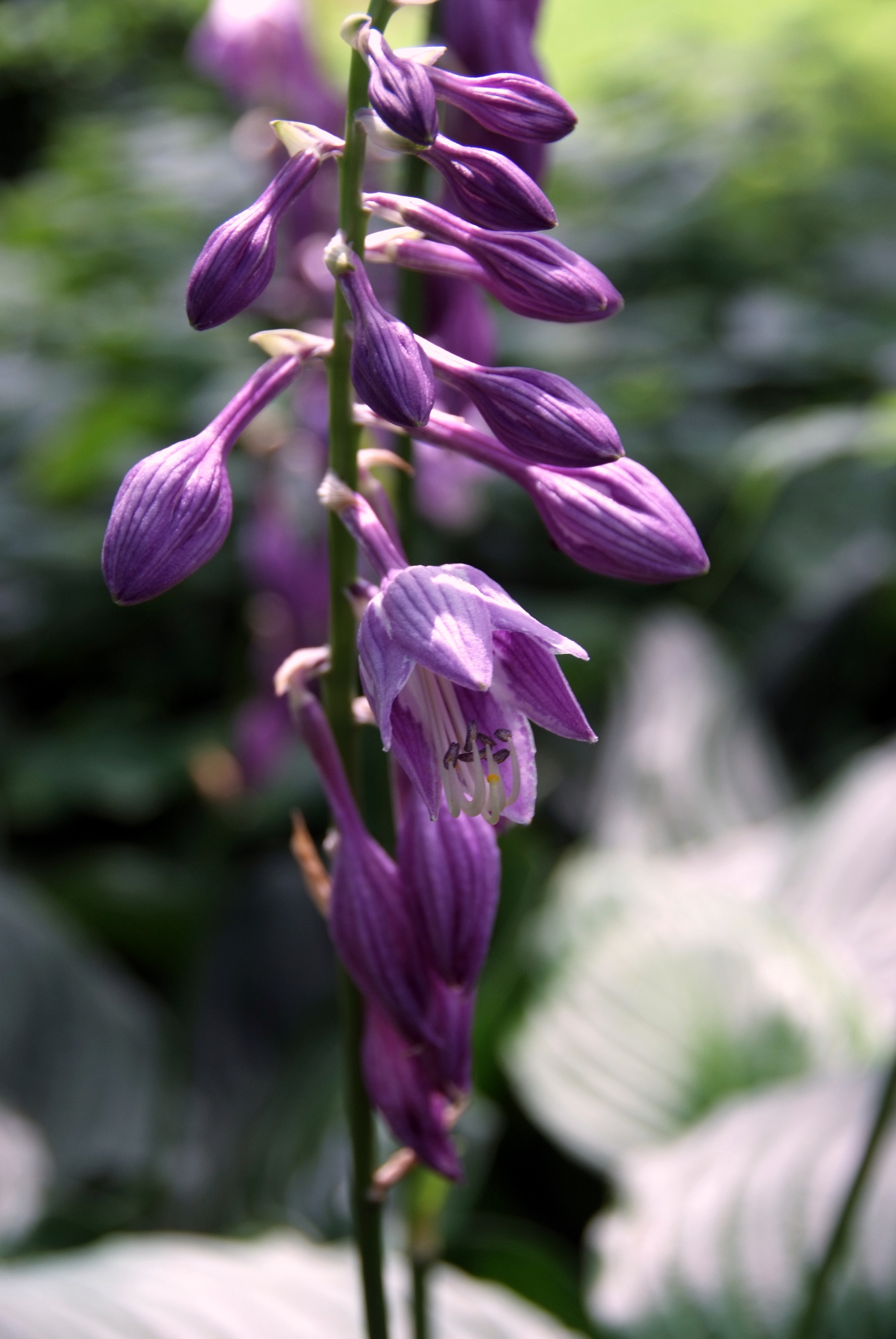